# Referendum istituzionale in Ucraina

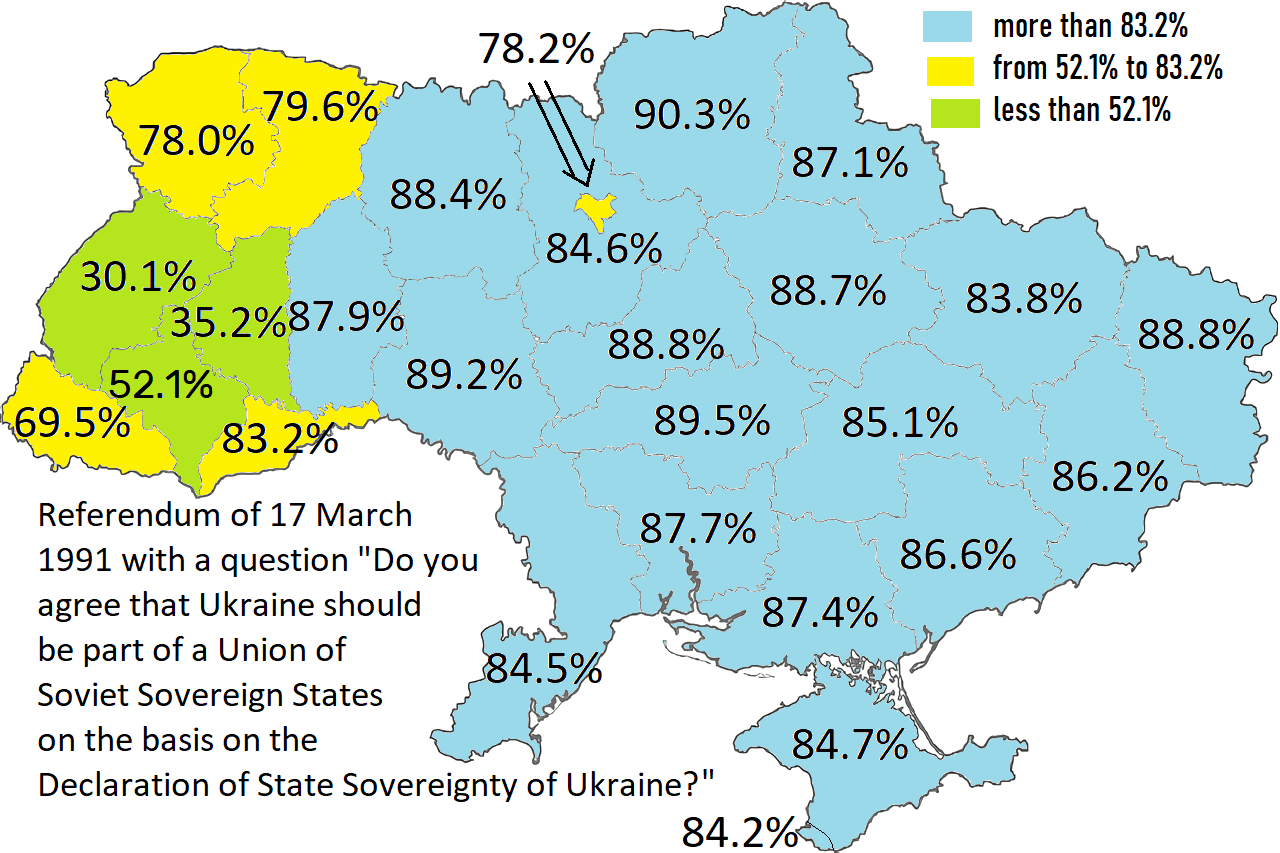
Mappa con i risultati del referendum ucraino per la sovranità nazionale del 1991

Il referendum istituzionale ucraino fu tenuto il 17 marzo 1991, in concomitanza col primo e unico referendum sul mantenimento dell'Unione Sovietica, per decidere sulla sovranità del Paese.
Agli elettori della Repubblica Socialista Sovietica Ucraina furono infatti posti due quesiti: uno sull'assetto istituzionale della Repubblica stessa più un altro sulla possibilità di rimanere parte dell'URSS secondo i termini di un nuovo trattato sull'Unione a cui la maggioranza votò a favore (ma con l'eccezione delle province galiziane di Ivano-Frankivsk, Leopoli e Ternopil', favorevoli invece all'indipendenza come risposta a un terzo quesito addizionale proposto esclusivamente in quella regione).
Tale consultazione si tenne dopo la Dichiarazione di sovranità dell'Ucraina adottata dal Consiglio supremo della Repubblica, il 16 luglio 1990, come repubblica sovrana ma all'interno dell'Unione Sovietica e dopo il referendum sullo status politico della Crimea, tenutosi circa due mesi prima, il 20 gennaio 1991.
Tuttavia, subito dopo il cosiddetto "putsch di agosto", non essendo stato ancora adottato dall'URSS il nuovo trattato sull'Unione, il 24 agosto 1991 si addivenne alla Dichiarazione d'indipendenza dell'Ucraina e proposta la secessione dall'Unione Sovietica, suggellata infine dal voto favorevole al referendum indipendentista del 1º dicembre successivo e consultazione alla quale partecipò anche la Crimea come parte del suo territorio.